# 이만수
이만수(李萬洙, 1958년 9월 19일~)는 전 KBO 리그 삼성 라이온즈의 포수 겸 1루수, 지명 타자이자 전직 SK 와이번스의 감독이자 현 경영인으로 현재 MBC 스포츠+ 해설위원 겸 KBO 육성위원회 부위원장도 맡고 있으며 또한 라오스 야구 협회 부회장과 라오 J 브라더스 구단주, 육군사관학교 야구부 총감독도 동시에 겸하여 맡고 있다. KBO 리그의 간판 포수이자 삼성 라이온즈의 대표적인 포수 프랜차이즈 스타로 이름을 날렸으며 종교는 개신교(예장백석)이다.

## 어린 시절
이만수는 1958년 9월 19일 강원특별자치도 철원군에서 출생하였다. 그의 양친은 모두 이북 출신이었는데, 아버지는 6. 25 전쟁 때 남한 철원으로 내려온 후 의무하사관이 되어 직업군인으로 활동했고 복무지였던 곳에서 출생한 것이다. 초등학교 시절 아버지께서 군에서 전역한 뒤 대구광역시에서 정육점을 하게 됨에 따라 대구광역시로 이주하여 살기 시작했고, 야구도 대구중앙초등학교 5학년 때 처음 시작하였다.

## 선수 시절

### 삼성 라이온즈시절
대구중앙초등학교, 대구중학교, 대구상업고등학교를 거쳐 한양대학교 체육학과(78학번)를 졸업하고 1982년 KBO 리그 원년 멤버로 삼성 라이온즈에 입단하여 프로 생활을 시작하였다. 1982년 동대문에서 열렸던 MBC 청룡과의 개막 경기에서 프로 야구 1호 안타와 1호 홈런의 주인공이 되었으며, 1984년에는 타격, 홈런, 타점에서 1위를 차지하여 타자 트리플 크라운을 달성하기도 하였고 이 과정에서 2연속 정규시즌 MVP가 유력했으나 막판 타격왕 레이스를 인위적으로 조작했던 탓에 탈락했다.
또한 KBO 리그 통산 1호 100호 홈런과 200호 홈런의 주인공이 되었으며, 이 기록은 훗날 박경완에 의해 깨지기 전까지 프로 통산 포수 홈런 1위를 기록하였다. 1983년부터 1987년까지 포수 부문에서 5년 연속 골든 글러브를 수상하였다.
그러나 1986년에는 마산 전지훈련에서 허리부상을 당하여 시범경기에 출전하지 못했으며 결국 같은 해 5월 7일 대구 해태전에서 4번 지명타자로 선발출전하여 처음 경기에 나섰지만 삼진 3개 등 4타수 무안타로 부진을 면치 못했고 급기야 후기리그 초반 또다시 허리부상을 당해 한동안 결장했으며 결국 8월 2일 대구 해태전부터 재출장했고 1달 뒤인 9월 2일 빙그레전에서 1회말 선두타자 초구홈런을 쳐 최초 100호 홈런 선수가 됐으나 5회말 데드볼로 왼쪽 복숭아뼈를 맞아 교체되어 한동안 경기에 나서지 못했으며 결국 규정타석도 채우지 못한 데다(59경기 239타석 212타수 68안타) 3년 연속으로 차지한 홈런,타점왕 타이틀도 내놓아야 했다.
게다가 삼성 라이온즈 구단과 코치 연수 지원 문제에서 의견 다툼이 있어, 결국 1997 시즌 후 방출되어 은퇴했고 자비로 미국으로 연수를 떠나야 했다.
아울러 1994년부터 포수 대신 1루수 겸 지명타자로 뛰었다. 그 이후 삼성 라이온즈에서는 1999년 트레이드 마감일인 7월 31일에 두산 베어스에서 진갑용을 현금 트레이드해서 영입하기 전까지 뚜렷한 실력을 갖춘 포수가 없어서, 한동안 포수난에 시달려야 했다.(그는 1999년 시즌까지 뛰고 은퇴했으면 만 41세이다.)

## 은퇴 이후

### 지도자 경력
은퇴 후 1998년에 미국으로 건너가 클리블랜드 인디언스 산하 싱글 A 팀인 킨스턴 인디언스에서 지도자 연수를 받은 그는 필라델피아 필리스 산하 트리플 A 팀인 샬럿 나이츠로 옮겼으며 2000년 1월부터 필라델피아 필리스의 불펜 포수(Bullpen Catcher)로 활약했다. 이후 2005년 월드 시리즈에서 한국인 코치로서는 사상 처음으로 월드 시리즈 우승의 영예를 안았다. 이후 귀국하여 2006년 11월부터 김성근 감독 밑에서 SK 와이번스의 수석코치를 맡았다. 2010년 6월 계형철 2군 감독과 보직을 맞바꾸었다가 2010년 8월 다시 맞바꾸었다. 2011년 8월 18일 당시 김성근 감독이 전격 경질되자 SK의 감독 대행을 맡게 되었다. 어수선한 분위기 속에서도 2011년 한국시리즈에 진출하여 KBO 리그 역사상 최초로 한국시리즈 준우승을 이끈 감독 대행이 되었으며, 투수 윤희상과 박희수 등이 그를 통해 중용되어 SK 투수진에 보탬이 되었다. 2011년 한국시리즈가 끝난 후 10월 29일 제4대 정식 감독으로 승격되었다. 그리고 2012년에 팀의 2시즌 연속 한국시리즈 준우승을 이끌었으나 이후 2시즌 연속 성적 부진에 대한 책임으로 2014 시즌을 끝으로 SK와 계약이 만료되어 감독직에서 물러났고 이후 SK는 이만수의 후임으로 김용희(현 KBO 경기 운영 위원)를 제 5대 감독으로 선임하였다.
SK를 떠난 후에는 라오스로 건너가 라오스 야구 협회의 부회장 겸 라오 J 브라더스 구단주에 선임되는 등, 현지에서 야구 보급에 힘쓰고 있다.

## 에피소드

### 삼성 라이온즈와의 관계
이만수는 명실상부한 삼성 라이온즈의 프랜차이즈 스타이며, 그의 등번호 22번은 삼성 라이온즈의 영구 결번이기도 하다. 2003년 시즌 후 삼성 라이온즈는 선동열 수석코치, 한대화 타격코치를 영입하면서 그를 배터리 코치로 교섭하였으나, 도중에 이를 없었던 일로 영입 제의를 철회하였다. 이 때문에 그는 시카고 화이트삭스의 코치 제안을 거절했다가 다시 복귀하는 우여곡절을 겪어야 했다. 2006년 KBO 리그로 돌아왔으나 친정 팀이 아닌 SK 와이번스의 유니폼을 입게 되었으며 "'한번 버린 사람은 다시 쓰지 않는다"는 삼성그룹 선대의 가르침 뿐 아니라  80~90년대 삼성 우승의 숙원을 풀지 못한 괘씸죄에서  벗어나지 못한 점, 40세까지 현역 생활을 이어가려는 꿈을 가졌지만 구단의 반대로 어정쩡하게 선수 생활을 마무리한 탓인지  삼성은 1997년 이후 본인(이만수)을 미워하고 있는데 그나마 본인(이만수)의 등번호 22번이 2004년 영구결번되어  억울함을 조금이나마 덜어냈다.

## 등번호
- 22(1982년~1997년, 2007년~2014년) 삼성 라이온즈 영구 결번, SK 와이번스 코치, 감독대행, 감독 시절
- 59(2000년~2006년) 시카고 화이트 삭스 불펜 포수 코치 시절(불펜 캐쳐)

## 출신학교
- 대구중앙초등학교
- 대구중학교
- 대구상업고등학교(현 대구상원고등학교)
- 한양대학교 체육학과 78학번

## 주요 기록
- 굵은 글씨 항목은 KBO 리그 최초 기록임

| 기록        | 날짜        | 소속 | 구장   | 상대 팀 | 상대 투수 | 경기 결과   | 타석수 | 경기수 | 달성 당시 나이   | 각주 및 기타                                                             |
| 첫 안타     | 1982. 3. 27 | 삼성 | 동대문 | MBC     | 이길환    |             | 1      | 1      |                  | 1회초 1타점 좌전 2루타 한국 프로 야구 최초 안타였음                      |
| 첫 홈런     | 1982. 3. 27 | 삼성 | 동대문 | MBC     | 유종겸    |             |        | 1      | 23세 6개월 8일   | 5회초 1점 한국 프로 야구 최초 홈런이었음 2,3호 홈런도 처음으로 침        |
| 시즌 27홈런 | 1983년      | 삼성 |        |         |           |             |        |        |                  | 종전 : 82년 김봉연 22개                                                  |
| 60홈런      | 1984. 8. 8  | 삼성 |        | 삼미    |           |             |        |        |                  | 8회 3점, 시즌 20호                                                       |
| 시즌 80타점 | 1984년      | 삼성 |        |         |           |             |        |        |                  |                                                                          |
| 시즌 87타점 | 1985년      | 삼성 |        |         |           |             |        |        |                  | 당시 최고 기록. 9월 11일, 대구 OB 베어스 전 3회 2점 홈런으로 87타점 기록 |
| 100홈런     | 1986. 9. 2  | 삼성 | 대구   | 빙그레  | 천창호    |             |        | 420    | 27세 11개월 14일 | 1회말 좌측 장외 홈런                                                     |
| 150홈런     | 1989. 7. 17 | 삼성 | 대구   | MBC     | 예병준    |             |        | 655    | 30세 9개월 28일  | [ 18 ]                                                                   |
| 500타점     | 1989. 7. 17 | 삼성 | 대구   | MBC     |           |             |        | 655    | 30세 9개월 28일  | [ 18 ]                                                                   |
| 600타점     | 1991. 4. 27 | 삼성 | 대구   | LG      |           |             |        | 834    | 32세 7개월 8일   | [ 18 ]                                                                   |
| 200홈런     | 1991. 9. 17 | 삼성 | 대구   | 해태    |           |             |        | 936    | 32세 11개월 29일 | [ 18 ]                                                                   |
| 1000안타    | 1992.4.19   | 삼성 | 대구   | OB      |           |             | 3764   | 952    | 33세 7개월       | 역대 3번째                                                               |
| 700타점     | 1992. 7. 16 | 삼성 | 잠실   | OB      |           |             |        | 898    | 33세 9개월 27일  | [ 18 ]                                                                   |
| 2000루타    | 1994. 6. 14 | 삼성 | 사직   | 롯데    |           |             |        | 1157   | 35세 8개월 25일  | 역대 2번째                                                               |
| 800타점     | 1995. 7. 1  | 삼성 | 잠실   | LG      |           |             |        | 1265   | 36세 9개월 11일  | [ 18 ]                                                                   |
| 250홈런     | 1996. 8. 24 | 삼성 | 대구   | 현대    |           |             |        | 1399   | 37세 11개월 5일  | [ 18 ]                                                                   |
| 252홈런     | 1997. 9. 27 | 삼성 | 광주   | 해태    |           | 6:4 삼성 승 |        | 1447   | 39세 8일         | 마지막 홈런 은퇴시 KBO 기록임                                            |

## 통산 기록
| 연 도           | 소 속           | 나 이           | 출 장 | 타 석 | 타 수 | 득 점 | 안 타 | 2 루 타 | 3 루 타 | 홈 런 | 타 점 | 도 루 | 도 실 | 볼 넷 | 삼 진 | 타 율 | 출 루 율 | 장 타 율 | O P S | 루 타 | 병 살 타 | 몸 맞 | 희 타 | 희 플 | 고 4 |
| --------------- | --------------- | --------------- | ----- | ----- | ----- | ----- | ----- | ------- | ------- | ----- | ----- | ----- | ----- | ----- | ----- | ----- | -------- | -------- | ----- | ----- | -------- | ----- | ----- | ----- | ---- |
| 1982            | 삼성            | 25              | 78    | 322   | 270   | 46    | 78    | 16      | 1       | 13    | 51    | 6     | 2     | 46    | 27    | .289  | .400     | .500     | .900  | 135   | 13       | 4     | 0     | 1     | 0    |
| 1983            | 삼성            | 26              | 98    | 410   | 357   | 53    | 105   | 12      | 0       | 27    | 74    | 0     | 3     | 41    | 51    | .294  | .379     | .555     | .934  | 198   | 11       | 8     | 2     | 2     | 2    |
| 1984            | 삼성            | 27              | 89    | 342   | 300   | 45    | 102   | 17      | 1       | 23    | 80    | 3     | 8     | 26    | 37    | .340  | .414     | .633     | 1.048 | 190   | 10       | 12    | 0     | 4     | 3    |
| 1985            | 삼성            | 28              | 103   | 423   | 357   | 63    | 115   | 19      | 2       | 22    | 87    | 7     | 9     | 42    | 37    | .322  | .414     | .571     | .985  | 204   | 13       | 14    | 1     | 9     | 6    |
| 1986            | 삼성            | 29              | 59    | 239   | 212   | 31    | 68    | 8       | 0       | 16    | 39    | 1     | 0     | 21    | 20    | .321  | .398     | .585     | .982  | 124   | 7        | 6     | 0     | 0     | 2    |
| 1987            | 삼성            | 30              | 85    | 357   | 299   | 56    | 103   | 14      | 1       | 18    | 76    | 6     | 2     | 47    | 23    | .344  | .431     | .579     | 1.010 | 173   | 16       | 4     | 0     | 7     | 4    |
| 1988            | 삼성            | 31              | 86    | 334   | 285   | 47    | 92    | 13      | 0       | 18    | 58    | 6     | 3     | 41    | 22    | .323  | .419     | .558     | .977  | 159   | 8        | 7     | 0     | 1     | 5    |
| 1989            | 삼성            | 32              | 110   | 413   | 359   | 55    | 102   | 11      | 0       | 20    | 64    | 4     | 5     | 42    | 48    | .284  | .373     | .482     | .855  | 173   | 12       | 10    | 0     | 2     | 0    |
| 1990            | 삼성            | 33              | 110   | 421   | 359   | 50    | 103   | 13      | 0       | 26    | 57    | 3     | 4     | 54    | 37    | .287  | .386     | .540     | .926  | 194   | 16       | 5     | 0     | 2     | 6    |
| 1991            | 삼성            | 34              | 118   | 446   | 378   | 51    | 120   | 18      | 0       | 17    | 74    | 6     | 2     | 56    | 27    | .317  | .414     | .500     | .914  | 189   | 7        | 8     | 0     | 3     | 12   |
| 1992            | 삼성            | 35              | 93    | 368   | 305   | 50    | 88    | 11      | 0       | 22    | 70    | 7     | 3     | 48    | 41    | .289  | .402     | .541     | .943  | 165   | 8        | 12    | 0     | 3     | 8    |
| 1993            | 삼성            | 36              | 78    | 219   | 193   | 21    | 40    | 3       | 1       | 5     | 20    | 0     | 2     | 21    | 23    | .207  | .294     | .311     | .605  | 60    | 8        | 3     | 0     | 1     | 0    |
| 1994            | 삼성            | 37              | 109   | 269   | 233   | 24    | 59    | 14      | 0       | 12    | 37    | 0     | 2     | 28    | 42    | .253  | .343     | .468     | .811  | 109   | 5        | 5     | 1     | 2     | 1    |
| 1995            | 삼성            | 38              | 97    | 192   | 158   | 17    | 34    | 10      | 0       | 5     | 27    | 1     | 0     | 24    | 20    | .215  | .344     | .373     | .717  | 59    | 1        | 8     | 0     | 2     | 3    |
| 1996            | 삼성            | 39              | 97    | 222   | 193   | 14    | 55    | 12      | 1       | 6     | 38    | 2     | 2     | 14    | 25    | .285  | .359     | .451     | .810  | 87    | 5        | 10    | 0     | 3     | 0    |
| 1997            | 삼성            | 40              | 39    | 57    | 52    | 2     | 12    | 2       | 0       | 2     | 9     | 0     | 0     | 3     | 10    | .231  | .298     | .385     | .683  | 20    | 0        | 2     | 0     | 0     | 0    |
| KBO 통산 : 16년 | KBO 통산 : 16년 | KBO 통산 : 16년 | 1449  | 5034  | 4310  | 625   | 1276  | 193     | 7       | 252   | 861   | 52    | 47    | 554   | 490   | .296  | .388     | .519     | .907  | 2239  | 140      | 118   | 4     | 42    | 52   |

- 시즌 기록 중 굵은 글씨는 해당 시즌 최고 기록

## 가족 관계
- 아버지: 이창석 (1925년 ~ 1991년)
- 어머니: 장영순 (1928년 ~ 2021년)
- 배우자: 이신화
  - 장남: 이하종 (1983년 ~ )
    - 첫째 며느리: 박미리
    - 손자

  - 차남: 이언종 (1988년 ~ )
    - 둘째 며느리: 심진혜
- 누나 : 이미옥 (1952년 ~ )
- 형 : 이만섭 (1955년 ~ )
- 남동생 : 이만호 (1961년 ~ )

## 참조
1. ↑  “한눈 실명, 준혁아 할 수 있어” 헐크 이만수의 감동 페북글 출처 - 국민일보
2. ↑  장환수 (2002년 5월 13일). “[장환수기자의 장외홈런]올스타 투표의 ‘오차범위’”. 동아일보. 2019년 4월 1일에 확인함.
3. ↑  일간 스포츠 - 2010년 4월 기사= "OB의 재구성 - 삼성 역대 최고 타선" 보관됨 2010-04-24 - 웨이백 머신
4. ↑  “主戰(주전)들 負傷(부상)많아 울상”. 경향신문. 1986년 3월 24일. 2019년 11월 17일에 확인함.
5. ↑  “프로야구 전기 宣(선)동렬 6연속 完投勝(완투승)”. 경향신문. 1986년 5월 7일. 2019년 11월 17일에 확인함.
6. ↑  “李萬洙(이만수) 5회 死球(사구)로 부상”. 동아일보. 1986년 9월 3일. 2019년 11월 17일에 확인함.
7. ↑  데일리안, 대구와 삼성, 그리고 이만수
8. ↑  코치진의 일원이다. 대한민국 언론에서는 이를 '보조 코치'라고 표현해 왔다.
9. ↑  SK 이만수 감독 대행 체제로. 김성근 감독 전격 경질
10. ↑  양형진, '김성근, 이만수 그리고 SK 3회 우승 주역들', 《주간 오마이뉴스》, 제284호, 2007,11,2 -11 프레시안, '1회용 영구 결번' 행사, 이젠 그만
11. ↑  김교성 (2021년 10월 3일). “[거꾸로읽는스포츠] 삼성은 왜 아직도 장효조, 이만수를 미워하나”. 매일신문. 2022년 9월 30일에 확인함.
12. ↑  김교성 (2021년 10월 3일). “[거꾸로읽는스포츠] 삼성은 왜 아직도 장효조, 이만수를 미워하나”. 매일신문. 2022년 9월 30일에 확인함.
13. ↑  김교성 (2021년 10월 3일). “[거꾸로읽는스포츠] 삼성은 왜 아직도 장효조, 이만수를 미워하나”. 매일신문. 2022년 9월 30일에 확인함.
14. ↑  김교성 (2021년 10월 3일). “[거꾸로읽는스포츠] 삼성은 왜 아직도 장효조, 이만수를 미워하나”. 매일신문. 2022년 9월 30일에 확인함.
15. 1 2  '이종도(청룡) 굿바이 만루홈런' 보관됨 2016-03-06 - 웨이백 머신, 《한국일보》1982,3,28
16. ↑  '김재박 9회말 결승타'[깨진 링크(과거 내용 찾기)], 《경향신문》1989,8,9
17. ↑  '신기록 使者, 李萬洙 21호 홈런 81타점'[깨진 링크(과거 내용 찾기)],《동아일보》1985,9,12
18. 1 2 3 4 5 6 7 8  《2010 Korean Baseball Record Book》,(사)한국야구위원회, 2010